# رافائل دیوید لواین
رافائل دیوید لواین ( انگیسی: Raphael David Levine، متولد ۲۹ مارس ۱۹۳۸) یک شیمی‌دان اهل اسرائیل و استاد دانشگاه عبری اورشلیم،  و گروه شیمی و بیوشیمی، دانشگاه کالیفرنیا ، لس آنجلس  است.